# کورودا یوشیتاکا
کورودا یوشی‌تاکا (به ژاپنی: 黒田 孝高 Kuroda Yoshitaka) همچنین به نام کورودا کانبی (به ژاپنی: 黒田 官兵衛 Kuroda Kanbee) نیز شناخته می‌شود.(۲۲ دسامبر، ۱۵۴۶ – ۲۰ مارس، ۱۶۰۴) دایمیوی ولایت هاریما (استان هیوگو کنونی) در دوره آزوچی–مومویاما و اوایل دوره ادو بود. او یکی از دایمیوهای مسیحی بود.
او که به عنوان مردی با جاه طلبی مشهور بود، جانشین تاناکا هانبی به عنوان استراتژیست و مشاور ارشد تویوتومی هیده‌یوشی شد. کورودا در ۳۸ سالگی مسیحی شد نام سیمئون جوسوی را به عنوان نام غسل تعمید (رکیشیجین) دریافت کرد. تیزهوشی، شجاعت و وفاداری او مورد احترام رزمندگانش بود.

## اوایل زندگی
کورودا یوشیتاکا در هیمه‌جی (姫路) در ۲۲ دسامبر ۱۵۴۶ با نام زمان کودکی مان کیچی (万吉)، پسر کورودا موتوتاکا به دنیا آمد. اعتقاد بر این است که خاندان کورودا از ولایت اومی سرچشمه گرفته است. پدربزرگ یوشیتاکا، شیگه‌تاکا خانواده را به هیمه‌جی آورد و در قلعه گوچاکو (御着城)، در شرق قلعه هیمه‌جی، اقامت گزید.
پدربزرگ یوشیتاکا، شیگه‌تاکا به عنوان ملازم ارشد کودرا ماساموتو، ارباب هیمه‌جی خدمت می‌کرد و چنان مورد تحسین قرار گرفت که پسر شیگه‌تاکا، کورودا موتوتاکا، اجازه یافت با دختر خوانده کودرا ماساموتو (دختر آکاشی ماساکازه) ازدواج کند و از نام کودرا استفاده کند. یوشیتاکا در سن ۲۱ سالگی زمانی که پدرش موتوتاکا بازنشسته شد، سرپرست خاندان کورودا شد.

## زندگی نظامی

### خدمت تحت نوبوناگا
در سال ۱۵۷۷، زمانی که تویوتومی هیده‌یوشی پیشروی خاندان اودا را به سوی منطقه چوگوکو رهبری می‌کرد، منطقه چوگوکو رهبری می‌کرد، به خاندان اودا وفادار بود. یوشیتاکا، همراه با تاکه‌ناکا شیگه‌هارو که در آن زمان بیمار بود، به‌عنوان استراتژیست هیده‌یوشی خدمت کرد و در کمپین منطقه چوگوکو علیه خاندان موری کمک کرد.
در سال ۱۵۷۸، ارباب قلعه آریئوکا/قلعه ایتامی، آراکی موراشیگه برای شورش علیه اودا با خاندان موری ائتلاف کرد. یکی از متحدان کودرا ماساموتو نیز نقشه ای برای همکاری با آراکی طراحی کرد. سپس، کورودا به قلعه آریئوکا رفت تا  آراکی را اسیر کند تا او متواری نشود. اما آراکی به جای آن یوشیتاکا را زندانی کرد. در نتیجه، نوبوناگا که از جریان حبس شدن او اطلاعی نداشت فکر کرد که یوشیتاکا به سمت جانبداری از اراکی رفته است و عصبانی شد. پسر یوشیتاکا، شوجومارو (بعدها کورودا ناگاماسا) توسط نوبوناگا به اعدام محکوم شد، اما توسط تاکه‌ناکا شیگه‌هارو نجات یافت.
شورش اراکی سرانجام در سال ۱۵۷۹ در محاصره ایتامی (۱۵۷۹) پایان یافت و با نجات یوشیتاکا به اوج خود رسید. یوشیتاکا به دلیل حبس طولانی خود (با کمبود فضای خواب و نشستن) دچار اختلال پا شد و بینایی یک چشم خود را تا پایان عمر از دست داد.
در سال ۱۵۸۲ در نبرد قلعه تاکاماتسو علیه خاندان موری جنگید.

### خدمت تحت هیده‌یوشی
او در نبرد یامازاکی در سال ۱۵۸۲ تحت رهبری هیده‌یوشی جنگید و انتقام مرگ اودا نوبوناگا را گرفت.